# Gare de Labouheyre
Gare de Labouheyre vasútállomás Franciaországban, Labouheyre településen.

## Vasútvonalak
Az állomást az alábbi vasútvonalak érintik:
- Bordeaux–Irun-vasútvonal

## Kapcsolódó állomások
A vasútállomáshoz az alábbi állomások vannak a legközelebb:
- Gare d’Ychoux
- Gare de Morcenx